# Vicente Blanco Gaspar
Vicente Blanco Gaspar (Burgos, 13 de agosto de 1941) es Embajador de España, diplomático y escritor español experto en Derecho Internacional, diplomacia y organizaciones internacionales.

## Trayectoria
Blanco Gaspar estudió Derecho en la Universidad Complutense de Madrid entre 1958 y 1963. El mismo año de obtener la licenciatura en derecho obtiene una beca del programa Fulbright para continuar su formación en la Universidad de Míchigan donde estudió un máster en Derecho Comparado sobre la agresión internacional con el catedrático Wm.W. Bishop. Continuó investigando el tema del voto ponderado y elaborando su tesis doctoral en la Universidad de Harvard dónde fue profesor ayudante, en 1965 del catedrático de derecho internacional Louis B. Sohn y en 1966 de Roger Fisher, catedrático de negociación internacional. Roger Fisher, autor de “Getting to yes”, ideó el conocido como “Harvard Negotiation Project” que sirvió como modelo de creativos instrumentos de negociación en los Acuerdos de Camp David.
En 1975 Blanco obtuvo el grado de doctor en derecho, sobresaliente cum laude. Fue profesor encargado de cátedra de derecho internacional público y privado en la Universidad de Alcalá de Henares entre 1980 y 1985. Desarrolló su investigación en relaciones internacionales, entre otras instituciones, en el Consejo Superior de Investigaciones Científicas. Su ámbito de investigación abarca el campo de la jurisprudencia, Organismos Internacionales y Derecho Internacional, siendo un especialista en el análisis de las relaciones europeas y africanas con la realidad española.
Blanco fue cofundador y presidente del Harvard Club de España de 1980 a 1986. Desde el 13 de diciembre de 1982 es académico de la Real Academia de Jurisprudencia y Legislación. Es miembro de la Academia de la Diplomacia ocupando la silla de Pedro de Zúñiga y de la Cueva, Marqués de Flores de Ávila, Embajador de Felipe III en Inglaterra.
En su libro El voto ponderado analiza el peso de los votos asignados a cada país en las organizaciones internacionales, y el impacto que esta asignación supone en la financiación de sus economías. El catedrático Adolfo Miaja de la Muela, participó en el prólogo del libro junto a Louis B. Sohn y José Luis de Azcárraga y Bustamante. El profesor L.B. Sohn dijo en su Prólogo que el libro "...es un estudio en profundidad de uno de los problemas mas complejos y pudo haber sido la última palabra sobre el tema si no fuera porque la ingenuidad de la mente humana puede producir nuevas ideas, elementos o fórmulas...El momento de realizar esta idea está llegando y todos deberíamos agradecer que el autor haya hecho el enorme esfuerzo de reunir para nosotros esta información de una manera tan clara y tan bien organizada." En este libro Blanco realiza un análisis y estudio de numerosas conferencias internacionales para exponer cómo estos eventos se han convertido en una herramienta fundamental de la diplomacia contemporánea. Blanco argumenta tres razones para la prioridad de estas conferencias cumbre organizada por cada Organismo internacional a partir de la Segunda Guerra Mundial: la representación de cada estado en su presidente, el incremento de las dimensiones sectoriales en las relaciones exteriores de cada país, y los avances tecnológicos en los sistemas de transporte y comunicación que facilitan los encuentros.
Blanco Gaspar ha escrito numerosos artículos científicos, publicaciones y libros. Sus publicaciones han obtenido diversos reconocimientos, así el libro "El voto ponderado" ha sido premio Luis García Arias, concedido por el Instituto Hispano Luso Americano de Derecho Internacional en 1980 y el jurado presidido por el Canciller de Venezuela, Efraín Schacht Aristiguieta lo otorgó por unanimidad.

### Escritor

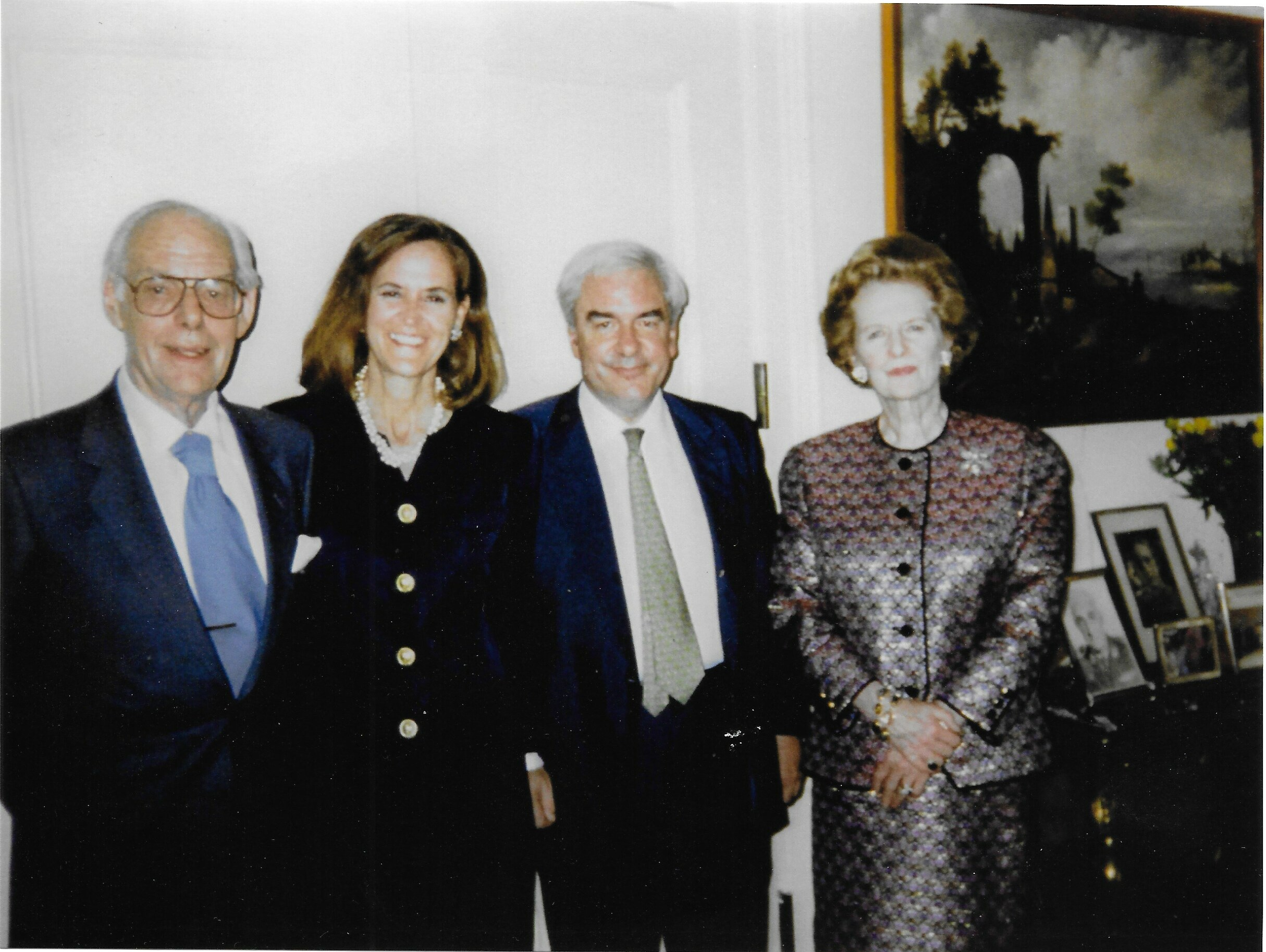
Margaret Thatcher con su marido Sir Denis Thatcher Baronet en casa de Vicente Blanco Gaspar con su esposa Isabel en Londres, 25 de octubre de 1994

Entre los artículos escritos por Blanco Gaspar destacar el de título "Differencial Voting Strength" publicado en la obra colectiva "Essays in Honor of Louis B. Sohn, Contemporary Issues in International Law", una publicación con artículos de 23 excolaboradores del profesor Louis B. Sohn de todo el mundo. Otros artículos están publicados en revistas especializadas en temas de política internacional como "Problemática de la Seguridad Mediterránea. Aspectos de la seguridad en el Mediterráneo Oriental: la crisis de Suez" publicado en la Revista de Política Internacional del Instituto de Estudios Políticos, o el artículo "La contaminación transfrontera en la OCDE  y su impacto en el Derecho Marítimo" en la publicación colectiva "Liber Amicorum: Estudios Jurídicos en Homenaje al Profesor Dr. Antonio Rodríguez Sastre", en reconocimiento del presidente de la sección española de la International Law Association.
Entre los libros publicados por Blanco Gaspar mencionar "El Reino Unido en Europa" con prólogo de Michael Portillo sobre la sucesión de los acontecimientos descritos en el libro. En el prólogo de Derecho Internacional, Comunidad y Unión Europea el profesor Antonio Rodríguez Sastre considera que el libro es necesario para fomentar un análisis global de las relaciones entre ámbitos jurídicos homogéneos. El profesor Roger Fisher (académico), prologó "Las bases de la unidad europea". El voto ponderado recoge dos precedentes griegos de sistemas de voto ponderado, la Liga de Licia que duró de 168 a. C. hasta 50 d. C. y el Consejo Anfictiónico.

### Abogado
Blanco Gaspar fue abogado, aprobado para el ejercicio de la profesión ante el tribunal de apelación del Estado de Nueva York, en el despacho Sullivan & Cromwell de Wall Street entre 1967 y 68. Trabajó especialmente con John R. Stevenson en la disputa sobre la presa llamada “Gut Dam” entre USA y Canadá sobre la contaminación por Canadá de las aguas del Río San Lorenzo, en la que Sullivan & Cromwell actuó como abogado de Canadá.

### Carrera diplomática
Blanco Gaspar ingresó en 1968 en la carrera diplomática y se jubiló en el año 2011 con la categoría de embajador de España.
En el Ministerio, Blanco Gaspar fue jefe adjunto de la Asesoría Jurídica Internacional, subdirector general de Política Convencional y Organismos Internacionales en la Dirección General de Asuntos Consulares, jefe de Estudios de la Escuela Diplomática y vocal asesor en el Gabinete Técnico del Subsecretario. En el exterior, fue secretario de segunda en Puerto Príncipe, secretario de Primera (2ª jefatura) en la Misión Permanente en la OCDE, cónsul en Metz, encargado a.i. (ad interim) del Consulado General en Estrasburgo, Cónsul General en Río de Janeiro, ministro Consejero, (2.ª Jefatura) en la Embajada en Londres y cónsul general en Múnich. Blanco Gaspar estuvo designado como embajador de España en la República de Finlandia desde noviembre de 1996 y en la República de Estonia (con residencia en Helsinki) desde 1997, hasta septiembre del año 2000.
Cuando Blanco Gaspar estaba de cónsul en Metz, fue encargado "ad interim" del Consulado General en Estrasburgo para coordinar la participación de los españoles residentes en su encuentro con el presidente del Gobierno, Adolfo Suárez González, con motivo de su presencia en Estrasburgo para cumplir lo previsto en el Acta de Adhesión de España de 24 de noviembre de 1977 al Tratado de Londres de 5 de mayo de 1949 que creó el Consejo de Europa. En Estrasburgo, el presidente del Gobierno Español tomó posesión del sitio de España en la sede del Consejo de Europa.
Blanco Gaspar ha recibido múltiples reconocimientos a lo largo de su trayectoria diplomática, destacar las condecoraciones de Caballero de la Orden del Mérito Civil (España), Comendador de la Orden Nacional "Honneur et Mérite" de Haití, Cruz de Gran Oficial de la Orden de Río Branco, de Brasil, Gran Cruz de la Orden del León de Finlandia.

## Reconocimientos
- 1963 Programa Fulbright en la Universidad de Míchigan
- 1964-65 Ganador en 7 ocasiones de la “Ames competition”[26] (litigios entre los estudiantes ante un tribunal ficticio siguiendo las metodologías pedagógicas de James Barr Ames) como miembro del Scott Club de la Harvard Law School.[27]
- 1980 Becario Fulbright en el seminario de Salzburg
- 1981 El voto ponderado. Premio Luis García Arias. Instituto Hispano-Luso-Americano de Derecho Internacional. ISBN 84-600-2197-1.[28]
- 1982 Académico de la Real Academia de Jurisprudencia y Legislación.[7]
- 2009 Embajador de España.[17][1]

## Colaboraciones
En 1966 Blanco Gaspar colaboró con Roger Fisher en un trabajo sobre la crisis del canal de Suez de 1956 para la Sociedad Estadounidense de Derecho Internacional, (American Society of International Law, ASIL) en Washington D. C. Fue uno de los estudios integrado en el proyecto "International crises and the rule of law", enfocado a establecer la tesis de que el derecho internacional sirve para conseguir la paz valorando la importancia de la negociación. Este es uno de los trabajos con los que se empezó el camino al estudio de  la negociación internacional y sirvió para la creación del Proyecto de Negociación de Harvard. El trabajo de investigación realizado fue expuesto por el profesor Roger Fisher en diciembre de 1966 en el panel sobre "Relevance of international law to government decision making in the war", recogido en un documento de 120 páginas para la Sociedad Estadounidense de Derecho Internacional. El estudio analiza la postura de Estados Unidos ante la nacionalización del Canal de Suez defendiendo la libertad de paso y los principios del derecho internacional. Mantener la paz suponía que los Estados Unidos restringen las posibles acciones contra Egipto. En el trabajo realizado se explora cómo influyó el derecho internacional en las decisiones tomadas por cada uno de los gobiernos intervinientes en el conflicto, en el marco de la guerra y la paz. En las conclusiones se expone que Estados Unidos aceptó las normas legales del derecho internacional, mientras que las otras partes implicadas se acogieron en menor medida al derecho internacional.
Entre los años 1972 a 1974 Blanco Gaspar colaboró con el profesor Jacques Boudeville cuando preparaba el doctorado en economía en la Universidad de París 1 Panthéon-Sorbonne, que abandonó al ser nombrado cónsul en Metz. Fruto de esta colaboración es el artículo La OCDE y la Ecología publicado en octubre de 2022 en el número 155 de la revista Diplomacia.

## Obras seleccionadas

###### Tesis
1974 El voto ponderado a nivel internacional, tesis doctoral presentada en la Facultad de Derecho (Universidad Complutense de Madrid), digitalización: Madrid, 2015

###### Libros
- 1973 La agresión internacional: Intentos de definición. Consejo Superior de Investigaciones Científicas. Madrid. ISBN 8400038797.[5][34]
- 1981 El voto ponderado. Instituto Hispano-Luso-Americano de Derecho Internacional. EDERSA (Editorial Revista de Derecho Privado, S.A.) Madrid. ISBN 84-600-2197-1.[28]
- 1986 Derecho Internacional, Comunidad y Unión Europea. International Law Association-Sección Española y Fundación Juan March. Madrid. ISBN 84-398-7520-7.[15]
- 1990 Las bases de la unidad europea. REUS. Madrid.ISBN 9788429013252.[16]
- 2000 El Reino Unido en Europa, EDERSA. Madrid. ISBN 84-607-0624-9.[14]

###### Artículos
- 1970 Problemática de la Seguridad Mediterránea. Aspectos de la Seguridad en el Mediterráneo Oriental: la crisis de Suez. Revista de Política Internacional del Instituto de Estudios Políticos. Nos, 109 ,pp. 15-32, 110, pp, 7-21 y 111, pp, 85-128.[11]
- 1985 La contaminación transfrontera en la OCDE y su impacto en el Derecho Marítimo. En la obra colectiva Liber Amicorum: Estudios Jurídicos en Homenaje al Profesor Dr. Antonio Rodríguez Sastre. Madrid.[13][12]
- 2021 Las fuentes de energía y la creación de la Agencia Internacional de la Energía", número 146 de la revista Diplomacia siglo XXI, páginas 42-47.[35][36]
- 2022 La OCDE y la Ecología. Revista Diplomacia nº 155, pag. 52 a 59.[31][32]